# À cause d'un assassinat
Pour les articles homonymes, voir Parallaxe (homonymie).
Pour plus de détails, voir Fiche technique et Distribution.
À cause d'un assassinat (titre original : The Parallax View) est un film américain réalisé par Alan J. Pakula, sorti en 1974. Le film gagna le Prix de la critique lors du Festival international du film fantastique d'Avoriaz 1975.

## Synopsis
Le sénateur Charles Carroll, candidat démocrate à l'élection présidentielle de 1972, est assassiné en 1971, lors d'une conférence de presse-buffet, par l'un des serveurs. Une commission d'enquête ne retient pas l'hypothèse d'une quelconque conspiration et conclut qu'il s'agit d'un acte isolé commis par un déséquilibré qui, poursuivi, s'est tué en se jetant du toit. Au cours des trois années qui suivent, la plupart des personnes qui ont assisté à cet événement meurent les unes après les autres à la suite de divers accidents.
La journaliste Lee Carter, elle aussi témoin du meurtre de 1971, pense que ces « accidents » sont en réalité des assassinats déguisés : elle fait part de ses craintes à son collègue et ami Joe Frady, mais ne réussit pas vraiment à le convaincre. Cependant, quand Lee est victime à son tour d'un « accident » fatal, Joe Frady, persuadé désormais que la jeune femme ne se trompait pas, décide, sans l'accord de son rédacteur en chef, de mener une enquête approfondie. Il se fait recruter sous un faux nom par l'entreprise privée et occulte Parallax qui engage sélectivement des hyperviolents agressifs pour en faire des tueurs sous contrat pour des crimes politiques impunis et qui seront tués ensuite…

## Fiche technique
- Titre : À cause d'un assassinat
- Titre original : The Parallax View
- Réalisation : Alan J. Pakula
- Scénario : David Giler et Lorenzo Semple, Jr. d'après le roman The Parallax View publié en 1970 par Loren Singer (en).
- Photographie : Gordon Willis
- Montage : John W. Wheeler
- Musique : Michael Small
- Producteurs : Robert Jiras, Gabriel Katzka (en), Charles H. Maguire, Alan J. Pakula et Warren Beatty
- Société de production : Doubleday Productions, Gus, Harbor Productions
- Société de distribution : Paramount Pictures
- Pays d'origine :  États-Unis
- Langue : anglais
- Format : couleur par Technicolor - Mono - Ratio : 2,35:1
- Genre : Film dramatique, Thriller politique
- Durée : 102 minutes
- Date de sortie : 1974

## Distribution
- Warren Beatty  (VF : Michel Bedetti)  : Joseph Frady
- Hume Cronyn  (VF : Georges Riquier)  : Bill Rintels
- William Daniels  (VF : Jacques Thébault)  : Austin Tucker
- Kenneth Mars  (VF : Jacques Ferrière)  : l'agent Will du FBI
- Paula Prentiss  (VF : Arlette Thomas)  : Lee Carter
- Walter McGinn  (VF : Roland Ménard)  : Jack Younger
- Kelly Thordsen  (VF : André Valmy)  : Shérif L.D. Wicker
- Earl Hindman  (VF : Jacques Richard)  : le shérif adjoint Red
- Jim Davis  (VF : Raymond Loyer)  : Sénateur John Hammond
- Bill McKinney : l'assassin du Parallax
- Edward Winter : Sénateur Jameson
- Bill Joyce (en) : Sénateur Charles Carroll

## Thème
Le thème de ce film dystopique est repris par Henri Verneuil en 1979 dans I… comme Icare dans un scénario que l'on peut associer à l'assassinat de John Fitzgerald Kennedy à Dallas : des témoins clés de l'assassinat du Président Marc Jary, pris groupés en photo en train de regarder un tireur non identifié, se révèlent avoir tous été victimes d'accidents mortels, à l'exception d'un seul dont l'identité n'a pu être déterminée.